# اعداد خوشحال
اعداد خوشحال (به انگلیسی: happy number) عدد صحیح مثبتی است که اگر مجموع مربعات ارقام آن به عنوان عدد بعدی در نظر گرفته‌شود و این عمل ادامه یابد به عدد یک ختم شود. در غیر این صورت آن عدد یک عدد غیرخوشحال (به انگلیسی: unhappy number) می‌باشد. اگر یک عدد خوشحال باشد تمام اعضای توالی ان نیز خوشحال خواهند بود و اگر عددی غیر خوشحال باشد تمام اعداد توالی آن نیز غیر خوشحال خواهند بود. ۱۹ یک عدد خوشحال است پس اعداد حاصل از آن در توالی اعداد هم خوشحال هستند.

## تعریف رسمی
عدد معلوم n=n۰ را در نظر بگیرید. توالی از اعداد n۱ ,n۲, n۳ و... را در نظر بگیرید به‌طوری‌که ni+۱ مجموع مربعات ارقام ni باشد. آنگاه n یک عدد خوشحال است اگر و تنها اگر وجود داشته باشد i ای که ۱=ni.
به‌طور مثال عدد ۱۹:
۱۲ + ۹۲ = ۸۲
۸۲ + ۲۲ = ۶۸
۶۲ + ۸۲ = ۱۰۰
۱۲ + ۰۲ + ۰۲ = ۱
پس عدد ۱۹ یک عدد خوشحال است.

## عدد اول خوشحال
عدد اول خوشحال، عدد خوشحالی است که اول باشد.
همهٔ اعداد و در نتیجه همه اعداد اولی که به شکل ۳+ ۱۰n و ۱۰n+۹ باشند، اعداد خوشحال هستند. (اولی را می‌توان ۱۳ و دومی را می‌توان ۱۹ در نظر گرفت و از صفرها صرف نظر کرد)

## اعداد خوشحال کمتر از ۵۰۰
اعداد خوشحال کمتر از ۵۰۰ عبارتند از:
۱، ۷، ۱۰، ۱۳، ۱۹، ۲۳، ۲۸، ۳۱، ۳۲، ۴۴، ۴۹، ۶۸، ۷۰، ۷۹، ۸۲، ۸۶، ۹۱، ۹۴، ۹۷، ۱۰۰، ۱۰۳، ۱۰۹، ۱۲۹، ۱۳۰، ۱۳۳، ۱۳۹، ۱۶۷، ۱۷۶، ۱۸۸، ۱۹۰، ۱۹۲، ۱۹۳، ۲۰۳، ۲۰۸، ۲۱۹، ۲۲۶، ۲۳۰، ۲۳۶، ۲۳۹، ۲۶۲، ۲۶۳، ۲۸۰، ۲۹۱، ۲۹۳، ۳۰۱، ۳۰۲، ۳۱۰، ۳۱۳، ۳۱۹، ۳۲۰، ۳۲۶، ۳۲۹، ۳۳۱، ۳۳۸، ۳۵۶، ۳۶۲، ۳۶۵، ۳۶۷، ۳۶۸، ۳۷۶، ۳۷۹، ۳۸۳، ۳۸۶، ۳۹۱، ۳۹۲، ۳۹۷، ۴۰۴، ۴۰۹، ۴۴۰، ۴۴۶، ۴۶۴، ۴۶۹، ۴۷۸، ۴۸۷، ۴۹۰، ۴۹۶.